# Gilmore (Ausztráliai fővárosi terület)
Gilmore a főváros, Canberra egyik elővárosa Tuggeranong kerületben. A 2006-os népszámlálás alapján 2905 fő lakik itt.
Gilmore városát Dame Mary Gilmore költő és újságírónőről nevezték el. A település utcáit újságírókról, részben női újságírókról nevezték el.

## Demográfia
A 2006-os népszámlálás adatai alapján a külvárosban az átlagéletkor 28 év, szemben a fővárosi átlag 32 évvel. A munkanélküliségi ráta fél százalékponttal alacsonyabb, mint Canberrában. A 2001-es átlagos heti 500-599 AUS $ jövedelem még megegyezett a fővárosi átlaggal, miközben egy átlagos háztartás heti jövedelme 1000-1199 AUS $ volt. 2001-ben az átlagos havi hitel törlesztőrészlet 899 AUS $ körül volt.
Gilmore lakosságának túlnyomó többsége ausztrál születésű (81%). A három legfontosabb tengerentúli származási ország az Egyesült Királyság (4,2%), Új-Zéland (0,7%), és Vietnám (0,9%).
A legfontosabb vallások a katolikus, az anglikán, az iszlám, az unitáriusok, a presbiteriánusok.

## Fontosabb helyek
A Tuggeranong Valley Pony Club a Luisa Lawson kereszteződésnél található. A Rose Cottage örökségi helyszín az Isabella Drive-on található és a nagyközönség számára nyitva tart. A helyszínen egy óvoda és egy kézművesközpont is található.

## Földrajza
A Deakin vulkán sziluri időszakból maradt zöldesszürke riodácit rétegei lelhetőek fel ezen a területen.  Ezen kívül még találhatunk különböző színű és árnyalatú tufákat és homokkövet, valamint negyedidőszaki hordaléklerakódásokat.

## Fordítás
Ez a szócikk részben vagy egészben  a   Gilmore, Australian Capital Territory című angol Wikipédia-szócikk ezen változatának fordításán alapul.  Az eredeti cikk szerkesztőit annak laptörténete sorolja fel. Ez a jelzés csupán a megfogalmazás eredetét és a szerzői jogokat jelzi, nem szolgál a cikkben szereplő információk forrásmegjelöléseként.